# Bros
Bros är ett brittiskt popband, grundat av Matt Goss, Luke Goss och Craig Logan i Camberley  1986. 
Bros första singel, "I Owe You Nothing", gavs ut 1987 och nådde 80:e plats på UK Singles Chart. Den andra singeln, "When Will I Be Famous?", utkom senare samma år och placerade sig som bäst på en andraplats. Första singeln återutgavs 1988 och toppade då UK Singles Chart.
År 1989 lämnade Logan gruppen och blev producent för Kim Appleby.
Låten "Sister", som gavs ut som singel 1989, handlar om brödernas yngre syster Carolyn som 1988, vid 18 års ålder, kördes ihjäl av en rattfyllerist.
Bröderna slutade som grupp 1992 och har senare haft ett ansträngt förhållande. Matt Gross fortsatte med musiken och har gett ut fem studioalbum (2024). Han har bland annat skrivit ledmotivet till den amerikanska dansprogrammet So You Think You Can Dance. Brodern Luke Gross gav sig på en skådespelarkarriär och har varit med i flera Hollywoodfilmer.
År 2017 spelade de två konserter på O2-arenan, vilket var första gången de spelade tillsammans sedan 1989. Inför konserterna spelades dokumentärfilmen Bros: After the Screaming Stops, ungefär "Bros: Efter att skriken tystnar". Namnet anspelar på en intervju med Terry Wogan där han frågade om de hade några planer "efter att skriken tystnar".

## Diskografi
Studioalbum
- 1988 – Push
- 1989 – The Time
- 1991 – Changing Faces

Samlingsalbum
- 2004 – The Best of Bros
- 2011 – I Owe You Nothing: The Best of Bros
- 2020 – Gold

Singlar
- 1987 – "I Owe You Nothing"
- 1987 – "When Will I Be Famous?"
- 1988 – "Drop the Boy"
- 1988 – "I Quit"
- 1988 – "Cat Among the Pigeons" / "Silent Night"
- 1989 – "Sister"
- 1989 – "Too Much"
- 1989 – "Chocolate Box"
- 1990 – "Madly in Love"
- 1991 – "Try"
- 1991 – "Are You Mine?"